# Batalla de Dobro Polje
La batalla de Dobro Polje (también “Dobropolje”) tuvo lugar el 14 y 15 de septiembre de 1918 en Macedonia, hoy Macedonia del Norte, región que era reclamada por Bulgaria que la ocupaba desde 1915. Esta batalla permitió a las tropas francesas y serbias, comandadas por el general Louis Franchet d'Espèrey, perforar las líneas búlgaras, alcanzar el valle del Vardar a la altura de Prilep y de Skopie, cortando así en dos al ejército búlgaro y obligando a Bulgaria a firmar el armisticio del 29 de septiembre de 1918.

## Preludio

Mapa moderno

### En losimperios centrales
Luego de estabilizado el frente griego (noviembre de 1916) y vencida Rumania (enero de 1917), la moral del frente se degradó rápidamente desde el lado búlgaro y la guerra se hizo menos popular. Bulgaria había alcanzado ya todos sus objetivos bélicos pero estaba obligada a continuar batiéndose para ayudar a sus aliados, los Imperios centrales. En razón de la falta de mano de obra para la agricultura, se produjeron insuficiencias alimentarias serias que afectaron tanto a civiles como a militares, al tiempo que una inflación galopante arruinaba la economía. Por estos motivos estallaron desórdenes en 1917 y comenzó a circular largamente propaganda de oposición a la guerra.

### En laTriple Entente
Luego de declarar la guerra el 23 de noviembre de 1916,  Grecia se unió al combate junto a sus aliados el 17 de junio de 1917. En septiembre de 1918 las fuerzas de la Entente lanzan una ofensiva en Macedonia ocupada por los búlgaros.

## La batalla

### Panorama estratégico
El análisis del terreno de Macedonia presenta dos regiones netamente separadas por la cordillera de Belasica.
- Al oeste el terreno es montañoso y presenta dos profundas entradas, el valle del Vardar y el amplio meandro del Tchern, separadas por altas montañas. Estos ejes estaban fuertemente defendidos por los búlgaros, bien fortificados. Sin embargo, las comunicaciones transversales eran raras lo que impide a los defensores transferir tropas de una entrada a la otra, cosa que, en cambio, los atacantes pueden hacer en la frontera griega. A lo largo  del valle del Vardar hay nudos como Gradsko y Skopie cuyo control permite cortar las comunicaciones entre los ejércitos búlgaros del oeste (cerca de Ohrid) y del este (cerca de Gevgelija). Pero avanzar directamente por los valles del Vardar y del Tcherna era peligroso: las defensas estaban muy consolidadas y había angosturas como la de Demir Kapija que eran difíciles de sobrepasar.

- En tanto en el este, las vías de comunicación están orientadas ya hacia Sofia por la vía del valle del Estrimón, ya hacia Constantinopla siguiendo la costa del Egeo. Pero, también allí, las vías de penetración están fuertemente protegidas.

Franchet d'Esperey tenía entonces dos opciones:
Una, atacar frontalmente a las fuerzas armadas búlgaras poniendo el peso de su esfuerzo alrededor de Gevgelija y del lago Doiran para dirigirse directamente a Sofía. Otra, apuntar a los nudos de comunicación a lo largo del valle del Vardar rodeando las defensas del valle a través de la montaña. Procediendo así cortará al ejército búlgaro en dos, dejando de un lado al XI° Ejército y del otro al Ier. Ejército. Franchet eligió la segunda opción.

### Preparación
La concentración de tropas fue posible debido a los esfuerzos hechos desde comienzos de 1918 para construir caminos, vías férreas con trocha de 600 mm, líneas telefónicas entre Salónica y el piedemonte y para actualizar la cartografía.
Las fuerzas aliadas comprendían:
- un primer escalón de 2 divisiones francesas, las 122.ª y 17.ª divisiones de infantería y una división serbia, la división Choumadia.
- un segundo escalón de un ejército serbio compuesto de 2 divisiones, la Timok y la Yugoeslava.

### Ejecución
La batalla comenzó el 14 de septiembre con un intenso bombardeo de artillería para el que se concentraron 2.096 piezas. Esta preparación duró una jornada completa. Los búlgaros se enorgullecían de no haber perdido hasta ese momento ninguna batalla de esa guerra y el rey Fernando I de Bulgaria decidió que se debía permanecer en el lugar y combatir. Había atrincheradas el equivalente a dos divisiones.
El 15 de septiembre, la 17a División de infantería colonial francesa se lanzó al ataque de las crestas del Goliak, del Kravista y del Kravichi-Kamen. Los búlgaros resistieron hasta el 21 de septiembre pero fueron siendo cercados. Los lanzallamas franceses los desalojaron de las fortificaciones. Sobrepasados en número e incapaces de una reacción estratégica, los búlgaros no estuvieron en condiciones de detener el avance aliado.
Mientras se desarrollaba la batalla en las cumbres, las tropas serbias explotaban la ruptura del frente. El 21, alcanzaron Demir Kapija; el 23 llegaron a Veles luego de haber chocado en el paso del Babouna con algunas tropas alemanas llegadas de Rusia. La brigada de caballería francesa compuesta por el 1.er. Regimiento de “spahis” marroquíes y  Cazadores de África del general François Léon Jouinot-Gambetta se lanzó entonces a través de la montaña. El 29 de septiembre se presentó frente a Skopje de la que se apoderó. El XI° ejército germano-búlgaro fue obligado a replegarse al oeste, hacia Kalkandelen, abandonando sus posiciones en el valle del Vardar y en la llanura del Tcherna y debió capitular. El centro búlgaro, el Ier. Ejército, fue rechazado por las tropas serbias hacia Sofía. La izquierda del dispositivo defensivo se batía aún frente a griegos y británicos en el bajo Estrimón.

## Sublevaciones
Luego de la derrota de Dobro Polje otros soldados búlgaros comenzaron a sublevarse y abandonaron las primeras líneas. Se dirigieron a Sofía con la idea de negociar con el gobierno pero cuando llegaron allí fueron aplastados por tropas del ejército alemán y fuerzas búlgaras leales al gobierno.

## Consecuencias
Diez días después de la batalla, como el ejército búlgaro había ya abandonado las primeras líneas, el avance en Bulgaria de las tropas de la Triple Entente encontró poca resistencia. Bulgaria firmó un armisticio  con los Aliados, abandonando oficialmente la guerra. Inmediatamente después tomó el poder un Gobierno “agrarista” formado por campesinos.
En noviembre de  1919 el Tratado de Neuilly-sur-Seine otorgó Tracia a Grecia, privando así a Bulgaria de acceso al mar Egeo. El recientemente creado Reino de Serbios, Croatas y Eslovenos se hizo dueño de Macedonia mientras que la Dobruja Meridional fue nuevamente ocupada por Rumania. También se limitó severamente los efectivos del ejército búlgaro y este país debió pagar a los aliados una fuerte indemnización de guerra, en especie y en dinero.